# 토몬드
토몬드(영어: Thomond, 고대 아일랜드어: Tuadhmhumhain; 아일랜드어: Tuamhain 토어부운), 또는 리머릭 왕국은 게일 아일랜드의 왕국 중 하나로, 오늘날 클래어주와 리머릭주뿐만 아니라, 니나 주변과 배후지인 티퍼레리주 일부 지역들과도 지리적으로 연관되어 있다. 토몬드는 엘레 및 Eóganachta 등의 다른 게일인들, 심지어는 리머릭의 노르드인까지 있었지만, 달가시인들의 본거지 중심지로 소개된다. 오브라이언씨족과 막 카르하씨족 간의 경쟁이 토몬드("북먼스터")과 데스몬드("남먼스터")의 분열로 이끈, 12세기 먼스터 왕국의 멸망시기에 생겨나, 16세기에 외부의 앵글로노르만 세력이 아일랜드 군주령을 다스릴 때까지 존재했었다.